# Vladimir Jarmolenko
Vladimir Jarmolenko (*  15. Mai 1948 in Astrachan) ist ein litauischer Politiker.

## Leben
Nach dem Abitur 1966 in Kaunas absolvierte er 1972 das Diplomstudium der Biophysik am Kauno medicinos institutas (KMI). Ab 1971 arbeitete er in der litauischen Filiale des sowjetischen Forschungsinstituts für Butter- und Käse-Industrie als Techniker, Ingenieur, Physiker, wissenschaftlicher Mitarbeiter. Von 1977 bis 1980 absolvierte er die Aspirantur am Institut für Biophysik Pusczin. Ab 1983 arbeitete er  als Labor-Leiter und ab 1986 lehrte im Lehrstuhl für biologische und bioorganische Chemie am KMI.
Von 1992 bis 2000 war er Mitglied im Seimas.
Seit 1993 ist er Mitglied der Tėvynės Sąjunga.
1999 arbeitete er im Außenministerium Litauens, ab 2006 als Charge d’affaires in Rumänien.